# Guy Sioui Durand
Pour les articles homonymes, voir Sioui et Durand (patronyme).
Guy Sioui Durand, né à Wendake près de Québec en 1952, est un sociologue de l'art (Ph.D), commissaire indépendant, conférencier et auteur, membre de la nation des Hurons-Wendat. Il œuvre en art amérindien et en art actuel depuis 1978.

## Biographie
En 1997 il publie le livre L'Art comme alternative. Réseaux et Pratiques d'art parallèle au Québec 1976-1996,. Deux ans plus tard, il collabore à Déclics, art et société : le Québec des années 1960 et 1970. Puis suit l'ouvrage Les Très Riches Heures de Jean-Paul Riopelle en 2000.
En 2003 paraissent Riopelle. L’Art d’un trappeur supérieur. Indianité et les essais Art sauvage / Indian acts et Jouer à l’Indien est une chose, être un Amérindien en est une autre dans la revue Recherches amérindiennes au Québec, Quand les autochtones expriment leur dépossession. Arts, Lettres, Théâtre. Il rédige le dossier « Indiens Indians Indios » de la revue Inter numéro 104 en 2010.

### Enseignements et expertises
En 1978, Guy Sioui Durand cofondateur la revue en art actuel Inter à Québec. Été 2006, il est le commissaire invité du 24e Symposium de Baie-Saint-Paul. Janvier 2008, il collabore avec l'organisation des fêtes du 400e anniversaire de la ville de Québec comme conseiller pour l'espace 400e pour les activités des Premières Nations et des arts visuels lors des célébrations.
Quatre ans plus tard, en 2011, il dispense le cours Regard sur l'art actuel au baccalauréat interdisciplinaire en art à l’université du Québec à Chicoutimi. Pour l'année 2013, il est conseiller pour la nouvelle édition de l'exposition du musée de la civilisation de Québec « C'est notre histoire. Premières Nations et Inuit du XXIe siècle ».
Le 25 janvier 2013, le musée d'art contemporain de Baie-Saint-Paul lui décerne la mention de membre honoraire pour son implication dans cette institution et lors de l'organisation du 24e Symposium qui a eu lieu sept ans plus tôt. Un an plus tard, il est responsable du séminaire à la maîtrise Sociologie de la culture et des pratiques culturelles au département de sociologie de l'université Laval.
En 2016, Sioui Durand enseigne comme chargé de cours Initiation à l'art autochtone moderne et contemporain à l’institution Kiuna à Odanak. Il est l'actuel président du conseil d'administration des éditions Interventions.
En 2019, il a élaboré l’exposition De tabac et de foin d’odeur. Là où sont nos rêves au Musée d’art de Joliette. L’événement donnait à voir l’art autochtone sous un regard actuel.

### Conférencier
Guy Sioui Durand a participé comme conférencier à plusieurs évènements, notamment en mai 2013 lorsqu'il propose une conférence de clôture intitulée « De l'invention du sauvage aux nouveaux chasseurs / chamans / guerriers et tricksters de l'art » dans le cadre de la conférence Art contemporain et identités autochtones de l’Institut national d'histoire de l'art à Paris. En 2014, il présente au Bel-Esse Exchange à Belfast une conférence lors du colloque « Iakwé:iahre (se remémorer) » du Collectif des commissaires autochtones.